# Temeno (figlio di Pelasgo)
Temeno (in greco antico: Τήμενος?), è un personaggio della mitologia greca, figlio di Pelasgo.

## Mitologia
Ebbe il compito di educare la dea Era, moglie di Zeus e regina degli dèi dell'Olimpo incontrandola a sull'isola di Samo, luogo dove secondo il mito era nata. 

I due andarono in Arcadia dove decise di allevarla e dove costruì tre templi in suo onore, celebrando una triplice visione della dea, bambina, moglie e vedova.